# Dromaeosauridae
Dromaeosauridae (dromeosauridi – v překladu „běžící ještěři“) jsou čeledí dravých dinosaurů – teropodů, anatomicky podobných a vývojově velmi blízce příbuzných ptákům. Byli objeveni již na téměř všech kontinentech, což svědčí o jejich někdejším evolučním úspěchu. V lidové mluvě se jim také někdy přezdívá „raptoři“ (podle velociraptorů z jurského parku). Jsou také často nazýváni „srpodrápými lovci“, podle velkého zahnutého drápu na druhém prstu zadních končetin. Některé známé rody, například již zmíněný velociraptor, se staly také přímou součástí populární kultury.

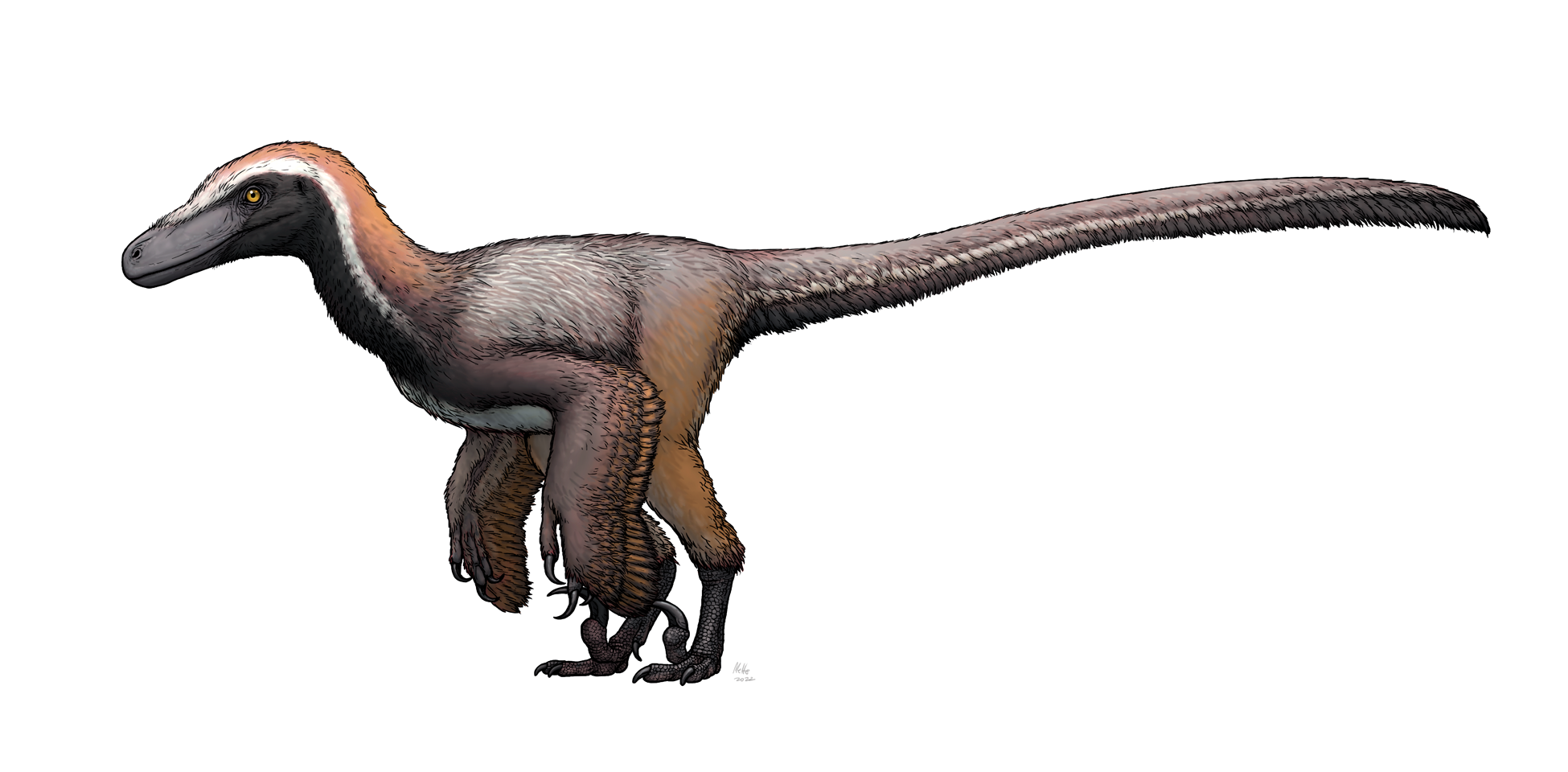
Umělecká rekonstrukce rodu Pyroraptor

## Popis

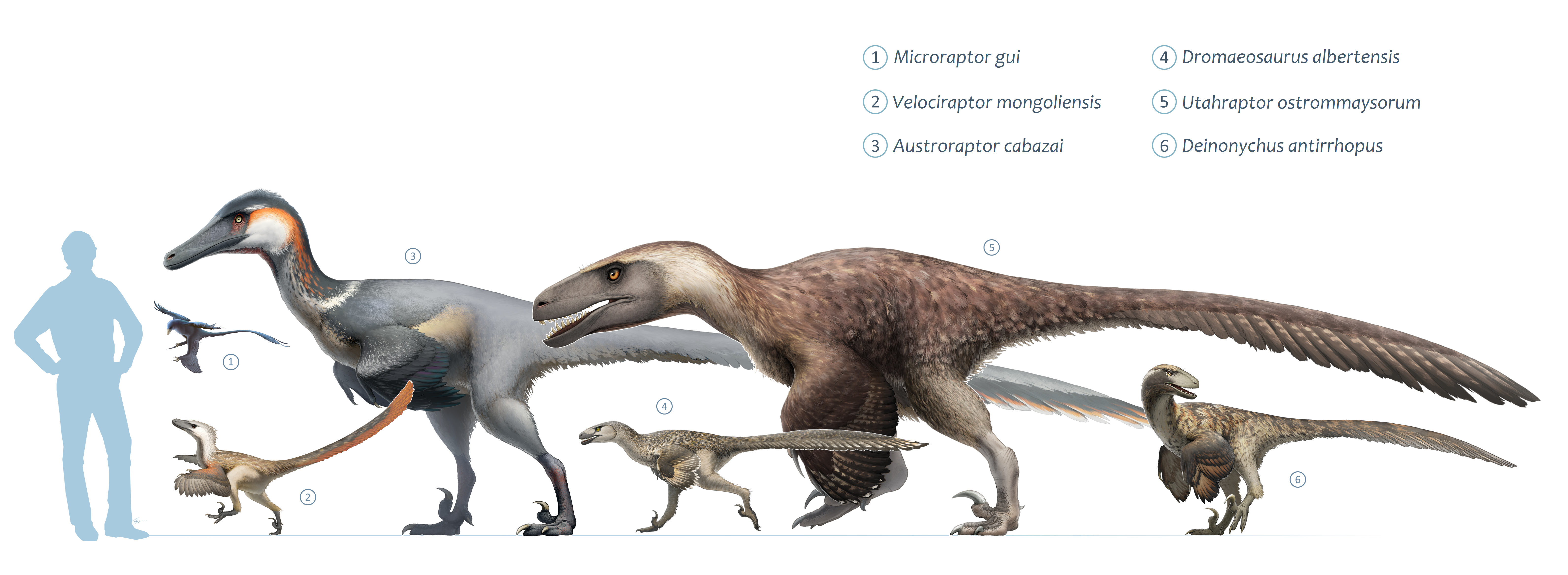
Přehled a velikostní srovnání některých dromeosauridů.

Většinou byli menších rozměrů a doba jejich rozkvětu spadá do období křídy. Vyskytovali se na velké části světové pevniny, jejich fosilie známe ze Severní i Jižní Ameriky, Evropy i Asie. Jejich velikost kolísala mezi několika decimetry (byli mezi nimi jedni z nejmenších neptačích dinosaurů, jako byl Microraptor) a délkou přes 6 metrů (poměrně velcí teropodi jako byl Utahraptor nebo Achillobator). Drobní zástupci, jako byl zmíněný čínský rod Microraptor, patřili k vůbec nejmenším známým neptačím dinosaurům. Jejich hmotnost podle odhadů nepřesahovala ani půl kilogramu.
Objevili se poprvé ve spodní křídě (asi před 130 miliony let) a vymřeli (pravděpodobně) spolu s ostatními neptačími dinosaury na konci křídy před 66 miliony let. Doba jejich existence tak přesáhla 60 milionů let. Opeření sloužilo většině druhů k udržení jejich stálé tělesné teploty, mechanické ochraně těla a zejména k vnitrodruhové signalizaci. Peří mohlo být pestře zbarveno, což umožnilo lepší rozpoznávání jednotlivých příslušníků daného druhu a mohlo být využito i k výstražným signálům vůči potenciálnímu nepříteli. Jen menší druhy dromeosauridů (jako byl Microraptor) byly zřejmě schopny alespoň klouzavého letu.
Rozšíření této skupiny bylo patrně celosvětové, jak dokládají objevy jejich fosilií z území většiny současných kontinentů.

## Paleobiologie
Výzkum biomechanických vlastností zvětšeného "srpovitého" drápu na druhém prstu zadní končetiny ukázal, že byl pravděpodobně využíván jako nástroj k přidržování, nikoliv sápání a trhání, kořisti. V případě rodu deinonychus měl být nejvíce užitečný pro fixování těla kořisti menšího než byl sám predátor, nikoliv k lovu větší kořisti. Výzkum také ukázal, že morfologie utváření čelistí a lebky byla u severoamerických a východoasijských druhů odlišná, což odpovídá představě divergentní evoluce obou skupin. Vzácné fosilie mláďat dromeosauridů ukazují, jakým způsobem tito teropodi rostli a vyvíjeli se.
U dromeosauridů je pozorovatelná postupná ztráta kraniální pneumaticity (otvorů v lebce), což je zřejmě trend související se zpevňováním čelistního aparátu a mozkovny těchto dravých dinosaurů.
Není jisté, zda byli tito teropodi schopni kooperace při lovu, jejich "zabijácké smečky", popularizované v médiích, mohou být ve skutečnosti jen zcela nepodloženou hypotézou.
O rychlém metabolismu a výkonné respiraci dromeosauridů svědčí také schopnost velmi rychlého běhu přinejmenším u některých druhů. U série fosilních stop z pozdní křídy Polska (ichnotaxon Velociraptorichnus) byla vypočítána rychlost běhu jejich původce až na 50 km/h.
Objev série stop dromeosauridů z Číny (ichnorod Velociraptorichnus) ukázal, že tito teropodi běžně kráčeli rychlostí kolem 6,1 km/h.
Zajímavý je také objev dosud nejmenších známých fosiliních stop druhohorního dinosaura vůbec, kterým je ichnotaxon Dromaeosauriformipes rarus z Jižní Koreje. V době před asi 110 miliony let malé otisky o délce pouhých 10,3 mm a šířce 4,2 mm vytvořil neznámý drobný dromeosauridní teropod o celkové délce asi 10 až 15 cm. Tyto fosilní stopy byly formálně popsány v roce 2018.

## Zařazení
Dromeosauři byli vývojově blízcí příbuzní dnešních ptáků. Většinou byli zřejmě opeření, u některých rodů z čínské provincie Liao-ning i odjinud se to povedlo prokázat přímo fosilním nálezem otisků někdejšího pernatého pokryvu těla (viz opeření dinosauři). Společně s čeledí Troodontidae spadají do kladu Deinonychosauria.

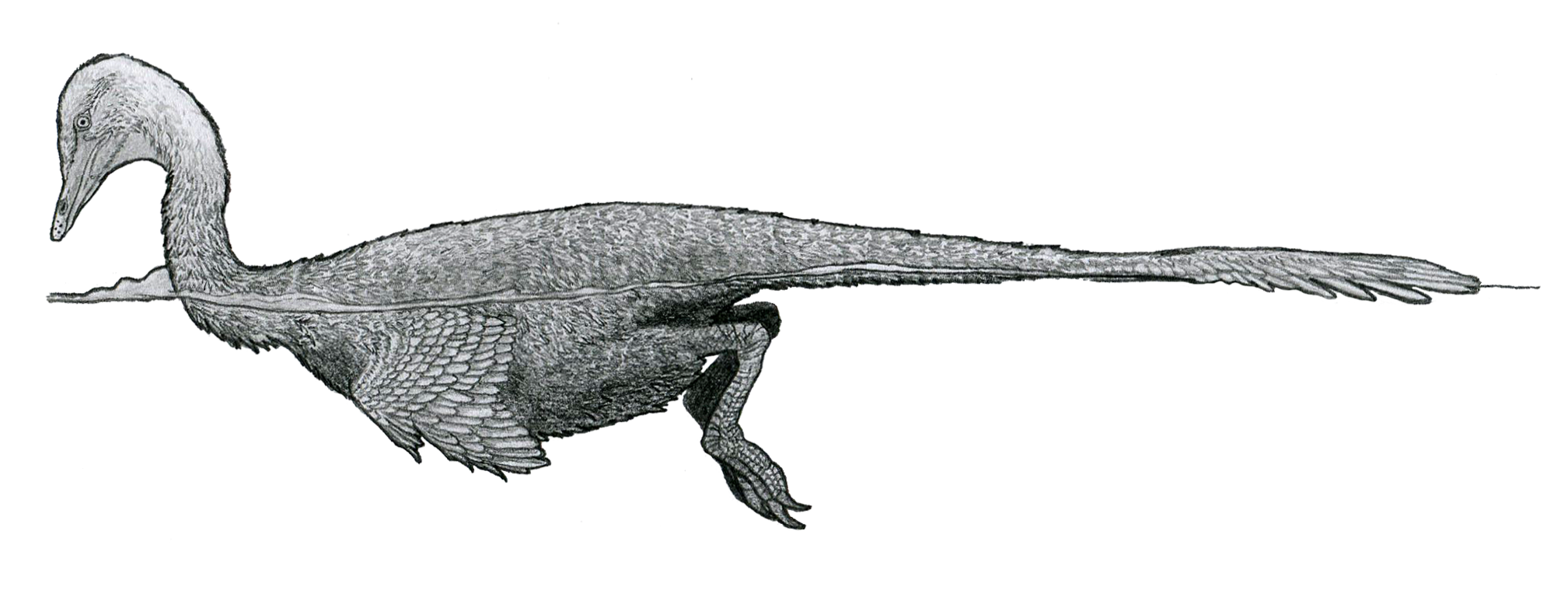
Halszkaraptor, halszkaraptorin

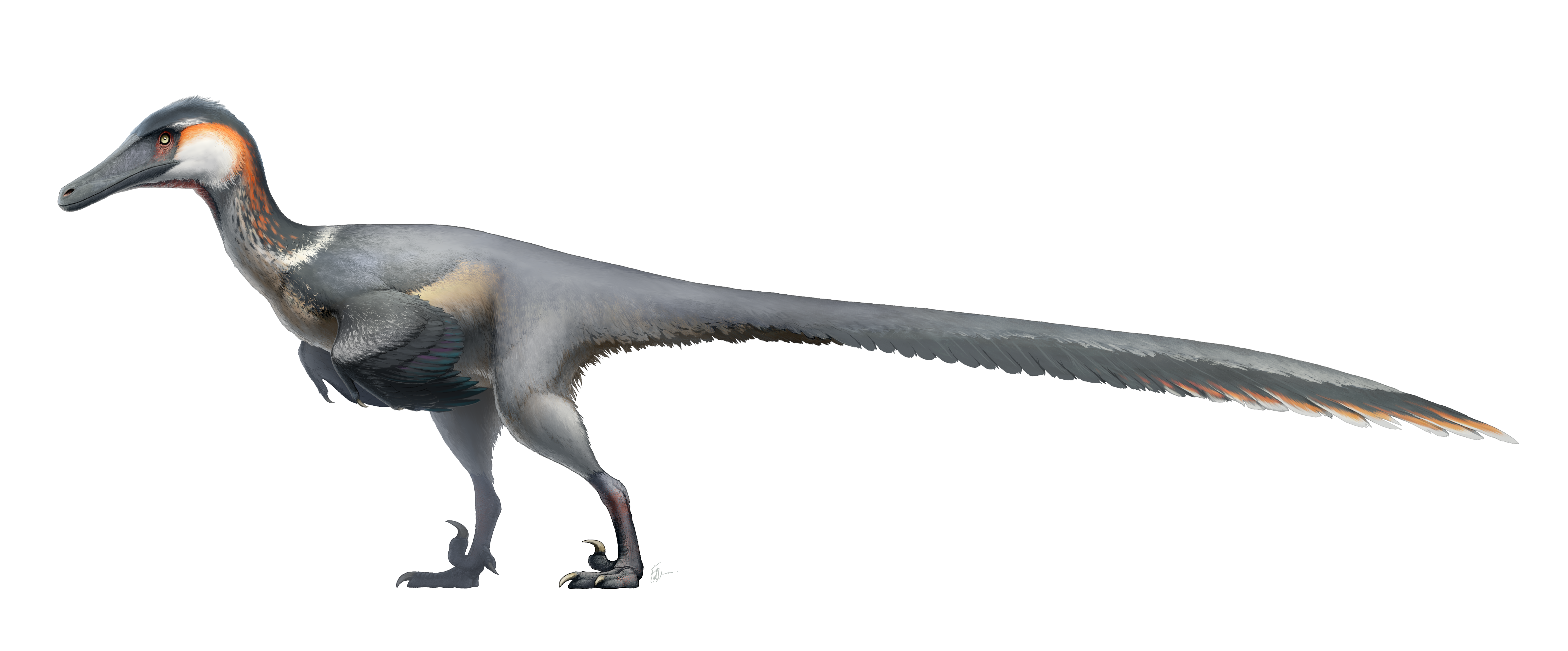
Austroraptor, unenlagiin

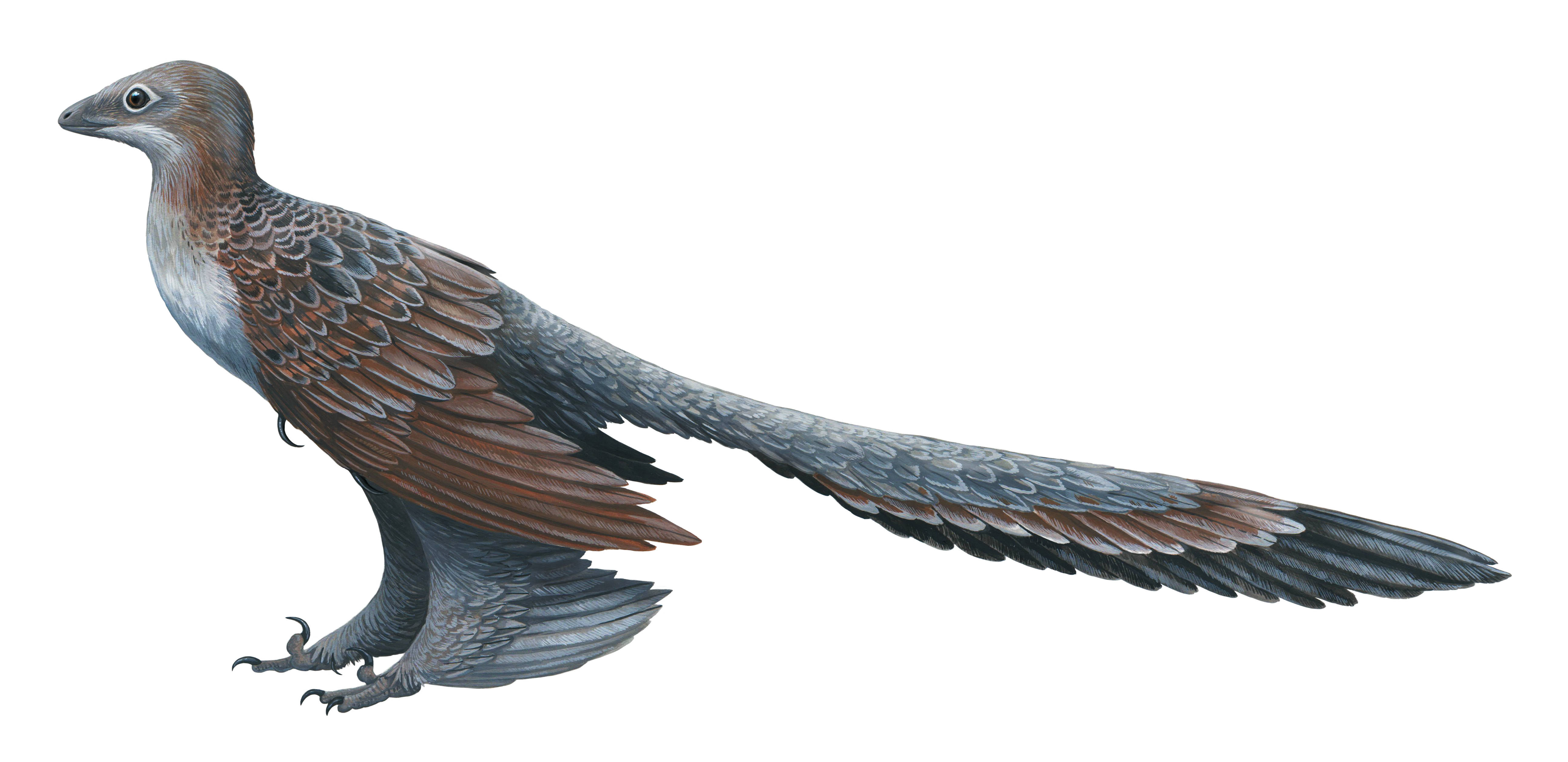
Changyuraptor, microraptorian

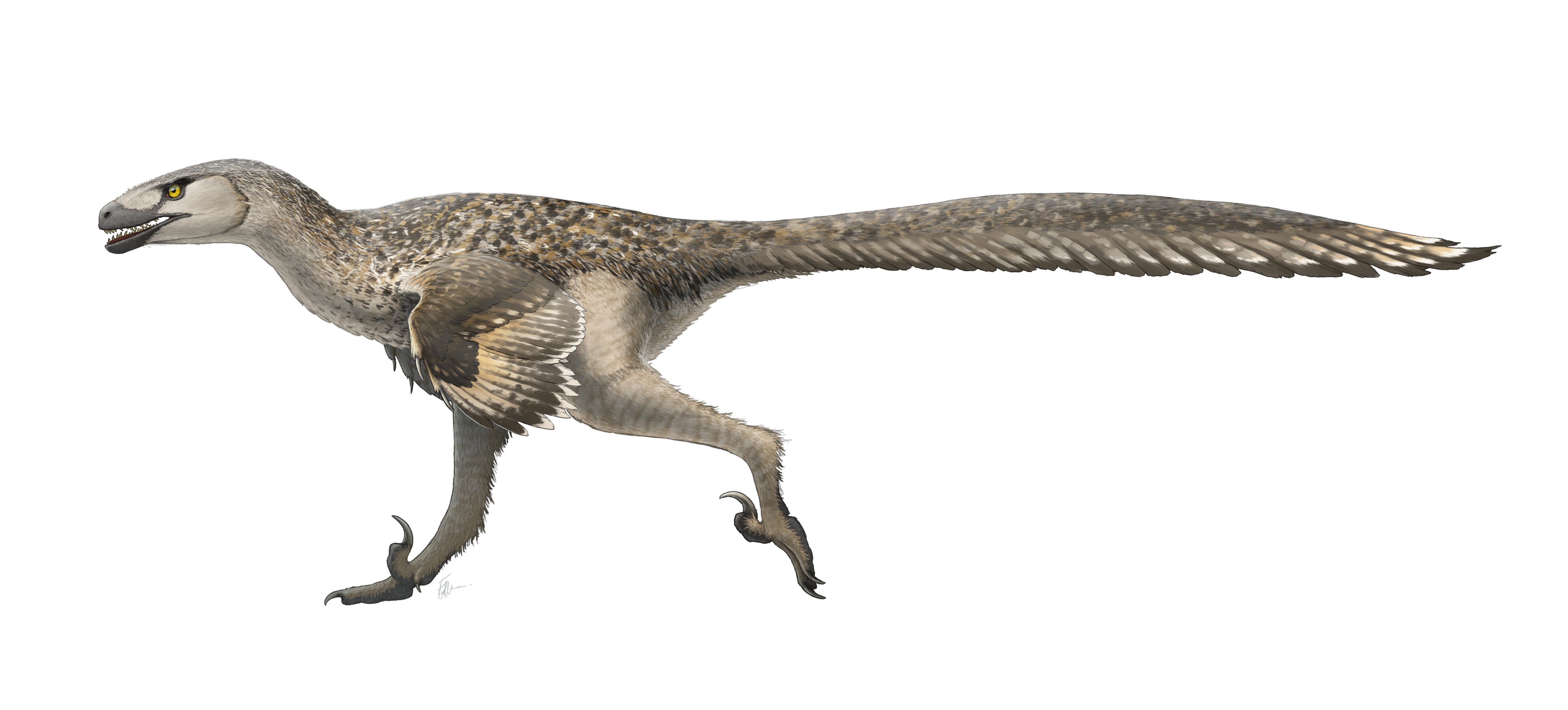
Dromaeosaurus, eudromaeosaurin

## Taxonomie
- Čeleď Dromaeosauridae
  - Daurlong
  - Luanchuanraptor
  - Mahakala
  - Pyroraptor
  -  ?Unquillosaurus
  - Variraptor
  - Podčeleď Dromaeosaurinae
    - Achillobator
    - Dromaeosaurus
    - Utahraptor
    - Vectiraptor
    - Dromaeosauroides ?
    - Dakotaraptor

  - Podčeleď Microraptorinae
    - Cryptovolans
    - Graciliraptor
    - Hesperonychus
    - Microraptor
    - Sinornithosaurus
    - Shanag
    - Tianyuraptor
    - Wulong

  - Podčeleď Saurornitholestinae
    - Atrociraptor
    - Bambiraptor
    - Saurornitholestes

  - Podčeleď Velociraptorinae
    - Acheroraptor
    - Adasaurus
    - Deinonychus
    - Dineobellator
    - Itemirus
    - Kansaignathus
    - Kuru
    - Nuthetes
    - Shri
    - Tsaagan
    - Velociraptor